# Erick López
Pour les articles homonymes, voir Eric López et López.
Erick López Ríos (né le 29 décembre 1972 à La Havane) est un gymnaste cubain.